# 血清総蛋白
血清総蛋白（けっせいそうタンパク、英語: total serum protein）とは、血清中に含まれているタンパク質の濃度を測定したものである。血液を採取して行う臨床検査の1つであり、検査結果は、血清1デシリットル (dL) （1 dL= 0.1 L）中にタンパク質が何グラム含まれているか（g/dL）などで表記される。血清総タンパク質、総タンパク質とも表記される。

## 略称について
血清総蛋白は生化学検査の項目の1つである

。
生化学検査の分野では、単に総タンパク質（そうタンパクしつ。英語: total protein）と省略して表記される場合もある。さらに、英語の頭文字を取り、TPと略記される例もある。

## 手法
血清中に含まれるタンパク質は多種多様であり、様々なタンパク質が日々血液中を巡っている。ただし、ヒトの場合、これらのタンパク質の中で特に多く含まれているのは、アルブミンとグロブリンである。なお、グロブリンはα1 、 α2 、β 、およびγグロブリンで構成されている。これらの画分は、試料中のタンパク質を電気泳動にかけることで定量することができるものの、これには高価な分析装置と、電気泳動のための時間を必要とする。これに対して、血清総蛋白は血清中の全てのタンパク質の合計を一緒に推定するため、より速くより安価に調べられる。
血清総蛋白を測定するための伝統的な方法はビウレット反応を用いた手法である。ただ、この他にもケルダール法、色素結合および屈折率測定などの他の物理化学的方法が利用可能である。測定が比較的簡単な検査項目なので、血液試料の自動分析装置の普及の伴い、他の血液に関する臨床検査項目と同時に測定され、結果が表示されるようになってきた。 

## 結果の解釈
血清総蛋白の検査結果も、他の多くの臨床検査項目と同様に分析機器などによって、たとえ同じ血液試料を分析したとしても結果が異なることもある。したがって、血清総蛋白の基準範囲も一概には言えないものの、通常6.0 g/dLから8.0 g/dL程度（60 g/Lから80 g/L程度）である。
他の多くの臨床検査項目と同様であるが、通常は他の臨床検査の結果や症状や病状の経過なども併せて結果の解釈を行う。したがって、あくまで血清総タンパクの値だけで解釈ができるわけではないものの、以下に解釈の例を挙げる。

### 患者の生活の要因
血清総蛋白は、血清中の全てのタンパク質の濃度を調べているだけであって、総量を調べているわけではないので、例えば異常発汗など、何らかの理由で血液中から水分が喪失した場合は、本来よりも血清総タンパクの値が高く出る。もちろん、食事の影響も受けるため、これらも加味する必要がある。このため、一定した条件で測定するために、血清総タンパクの測定には、早朝起床時に血液を採取することが望ましいとされる。

### 低値
健常人では、アルブミンが血清総蛋白の半分以上を占めることが知られている。血清総蛋白が基準範囲より低値の場合は、例えば、アルブミンを始めとする様々な血清タンパク質を合成している肝臓の機能が、何らかの肝疾患の結果として低下していることが考えられる。他にも、低栄養状態であることが原因で低下している可能性もある。また、腎臓から本来は濾過されないはずのアルブミンが尿中へと漏出してゆく、ネフローゼなどが原因で低下していることも考えられる。他にも、タンパク漏出性胃腸症などで血液中からタンパク質が漏出している場合に低下が見られることもある。
これらとは別に、妊娠の結果として、やや低下することもある。なお、グロブリンは免疫に関わっているタンパク質類だが、ごくまれに、血清総蛋白が少ないことが免疫不全の兆候だという場合もある。

### 高値
血清総蛋白は、脱水症の結果として、他に一切の疾患を抱えていなくとも、単に血液中の水分が減少して、相対的に血清中のタンパク質の濃度が上がったために、血清総蛋白が基準範囲より高値になる。したがって、この場合は、飲水するなどして血液の濃縮が解消されれば値は低下する。
ただし、異常タンパク血症、ホジキンリンパ腫、白血病、免疫グロブリンの増加を引き起こすあらゆる病態の結果として、高値になっている場合もある。他にも、C677T遺伝子突然変異（葉酸代謝遺伝子のSNP）において、一般的に上昇することも知られている。 

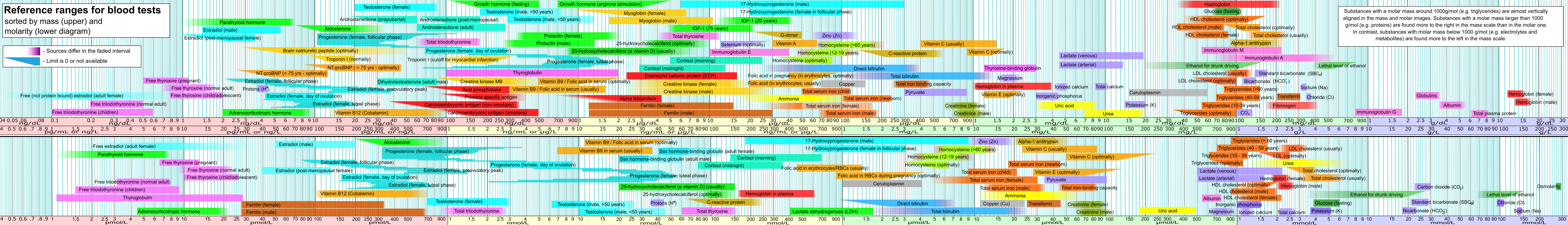
血液検査の参照範囲 - 血漿中総タンパクと他の血漿成分（右側の紫色で表示）。